# Acleris variana
Acleris variana là một loài bướm đêm thuộc họ Tortricidae. Nó được tìm thấy ở một số vùng thuộc Hoa Kỳ và Canada.
Ấu trùng của loài này chủ yếu ăn Abies balsamea và Picea glauca.